# Heinrich von Friedberg
Pour les articles homonymes, voir Friedberg.
Heinrich von Friedberg est né le 27 janvier 1813 à Märkisch Friedland, arrondissement de Deutsch Krone, et est mort le 2 juin 1895 à Berlin, en Prusse. C’est un juriste et un homme politique prussien.

## Biographie
Friedberg fait des études de droit à l’Université de Berlin, où il obtient son diplôme en 1836. Attaché à la Kammergericht (cour d’appel) de Berlin, il devient procureur en 1848. Transféré à Greifswald, il y est également nommé procureur en 1850 avant de devenir privatdozent à l’Université. En 1854, il est appelé au ministère de la Justice prussien, à Berlin. Plusieurs années après, il devient membre de la chambre des seigneurs de Prusse (1872), assistant secrétaire du ministère de la Justice prussien (1873), Kronsyndikus, autrement dit trésorier de la couronne de Prusse (1875), secrétaire d'État à la Justice allemande (1876) et ministre prussien de la Justice (1879). En 1888, il est fait chevalier et décoré de l’Ordre de l’Aigle noir par le Kaiser Frédéric III. Mais il démissionne de ses fonctions officielles peu de temps après, avec l’avènement du Kaiser Guillaume II. C'est un familier du salon de la princesse Radziwill, née Castellane. 
Friedberg est l’auteur de plusieurs ouvrages, parmi lesquels on peut noter Entwurf einer Deutschen Strafprozessordnung (Berlin, 1873).